# Eucomis
Genre
Classification APG III (2009)
Eucomis est un genre de plantes originaire d'Afrique du Sud. Il appartient à la famille des Liliaceae selon la classification classique. La classification phylogénétique APG II le place dans la famille des Hyacinthaceae et APG III dans celle des  Asparagaceae.
Ce sont des plantes à bulbe et à feuillage caduc.

## Liste des espèces
- Eucomis autumnalis  (Mill.) Chitt.
  - Eucomis autumnalis subsp. amaryllidifolia (Baker) Reyneke
  - Eucomis autumnalis subsp. autumnalis
  - Eucomis autumnalis subsp. clavata  (Baker) Reyneke
- Eucomis bicolor Baker
- Eucomis comosa (Houtt.) Wehrh.
- Eucomis grimshawii G.D.Duncan & Zonn.
- Eucomis humilis Baker
- Eucomis montana Compton
- Eucomis pallidiflora Baker
  - Eucomis pallidiflora subsp. pallidiflora
  - Eucomis pallidiflora subsp. pole-evansii (N.E.Br.) Reyneke ex J.C.Manning
- Eucomis regia (L.) Aiton
- Eucomis schijffii Reyneke
- Eucomis vandermerwei Verd.
- Eucomis zambesiaca Baker

## Culture desEucomis
Les Eucomis sont à cultiver comme toutes autres plantes à bulbe. On les plante en sol riche en humus, mais bien drainant (1/2 de terreau classique, 1/4 de sable grossier, 1/4 de fumier). On les plante à 20 cm de profondeur. Il faut les arroser copieusement l'été, mais le pot (on les cultive en effet très bien en pot) ne doit pas tremper dans l'eau, sinon risque de pourrissement. En hiver on peut soit sortir les bulbes de terre et les mettre dans un endroit frais et sec ou alors pailler le sol dans les zones les plus froides. On peut aussi laisser les bulbes en pot, on doit les rentrer dans un endroit sec et les ressortir en avril-mai, date à laquelle on doit planter les bulbes.

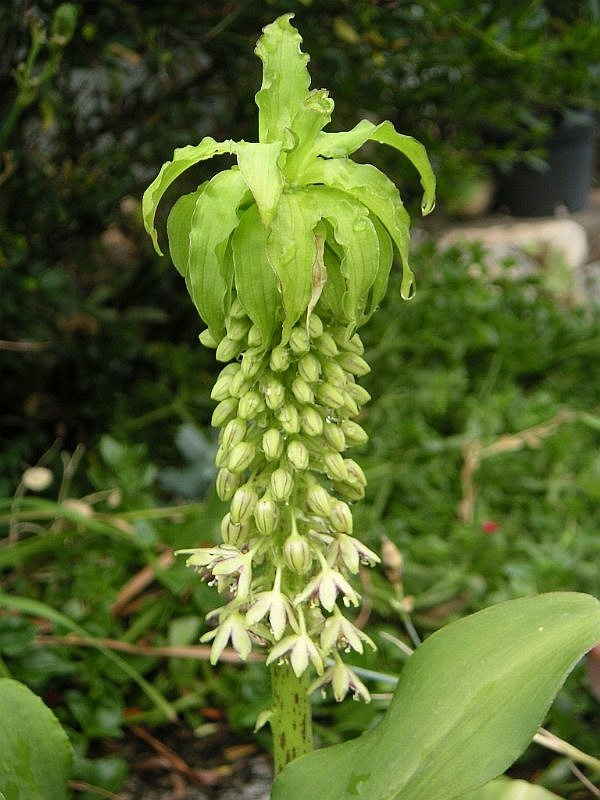
Eucomis bicolor
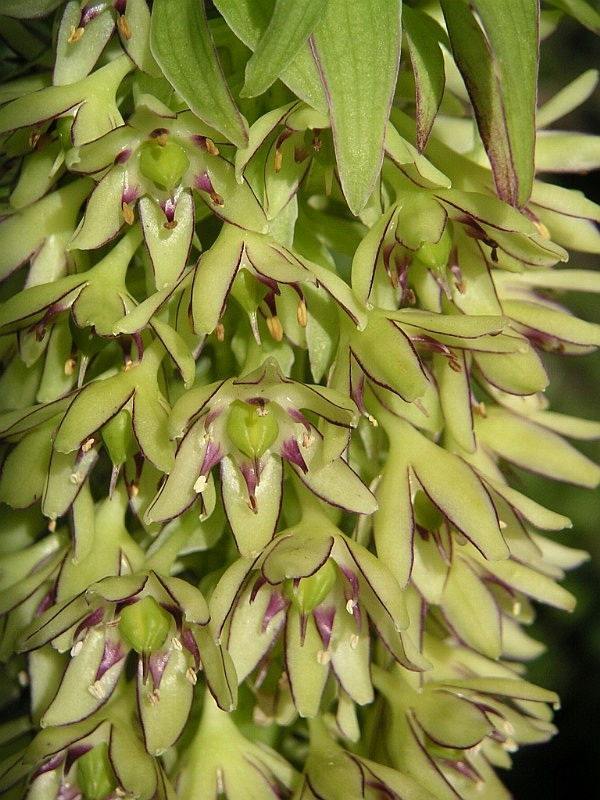
Eucomis bicolor
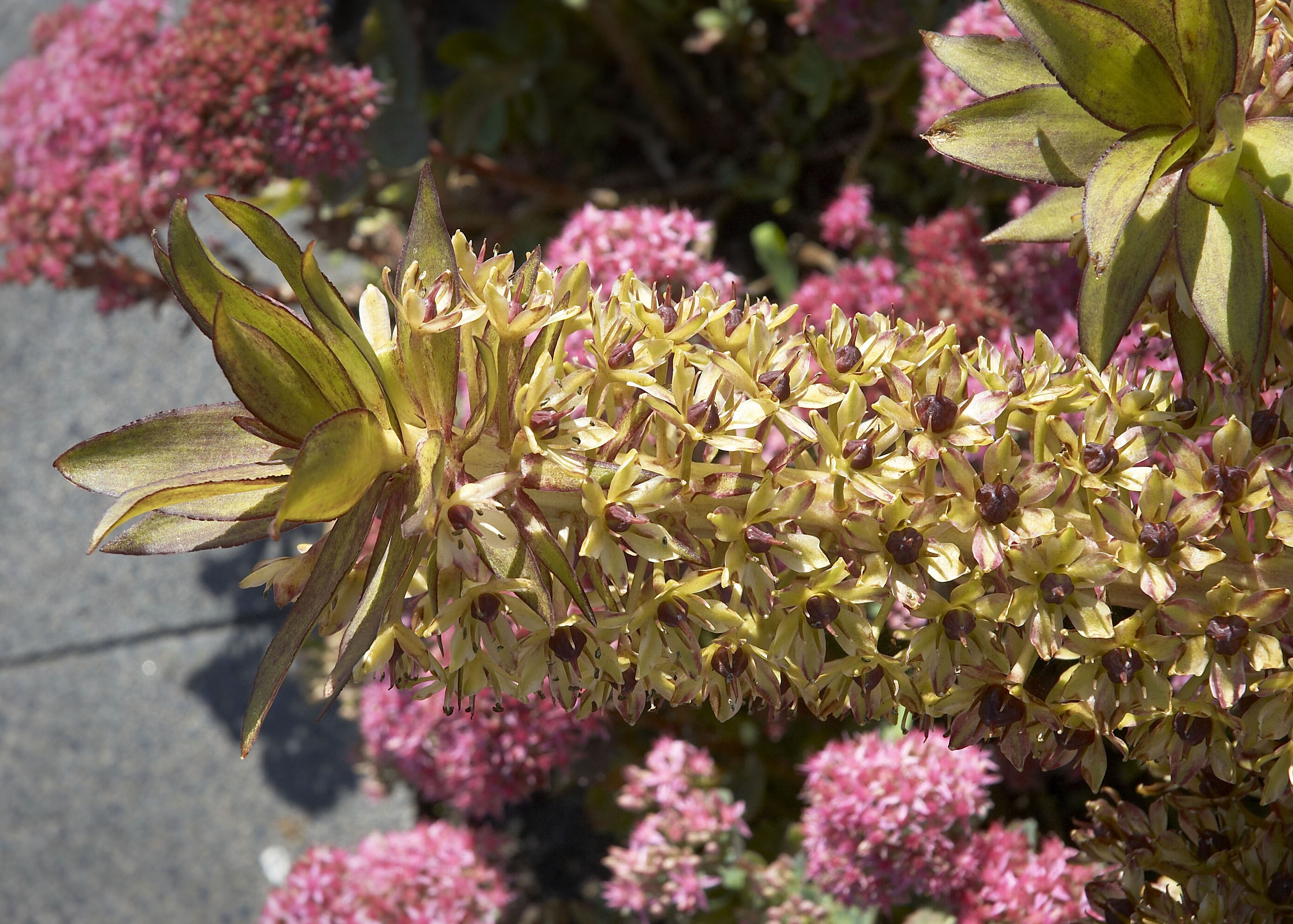
Eucomis comosa
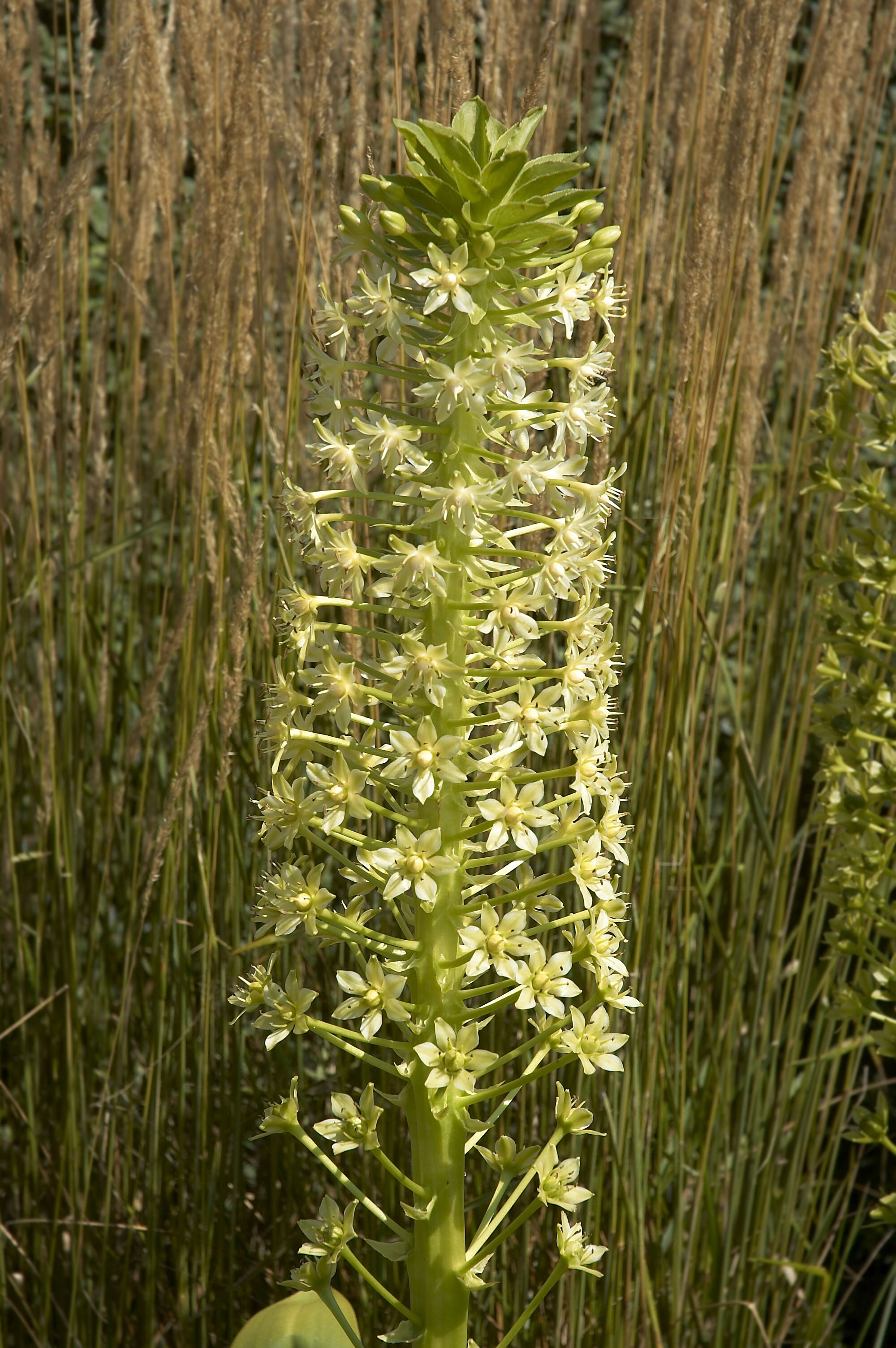
Eucomis pole-evansii
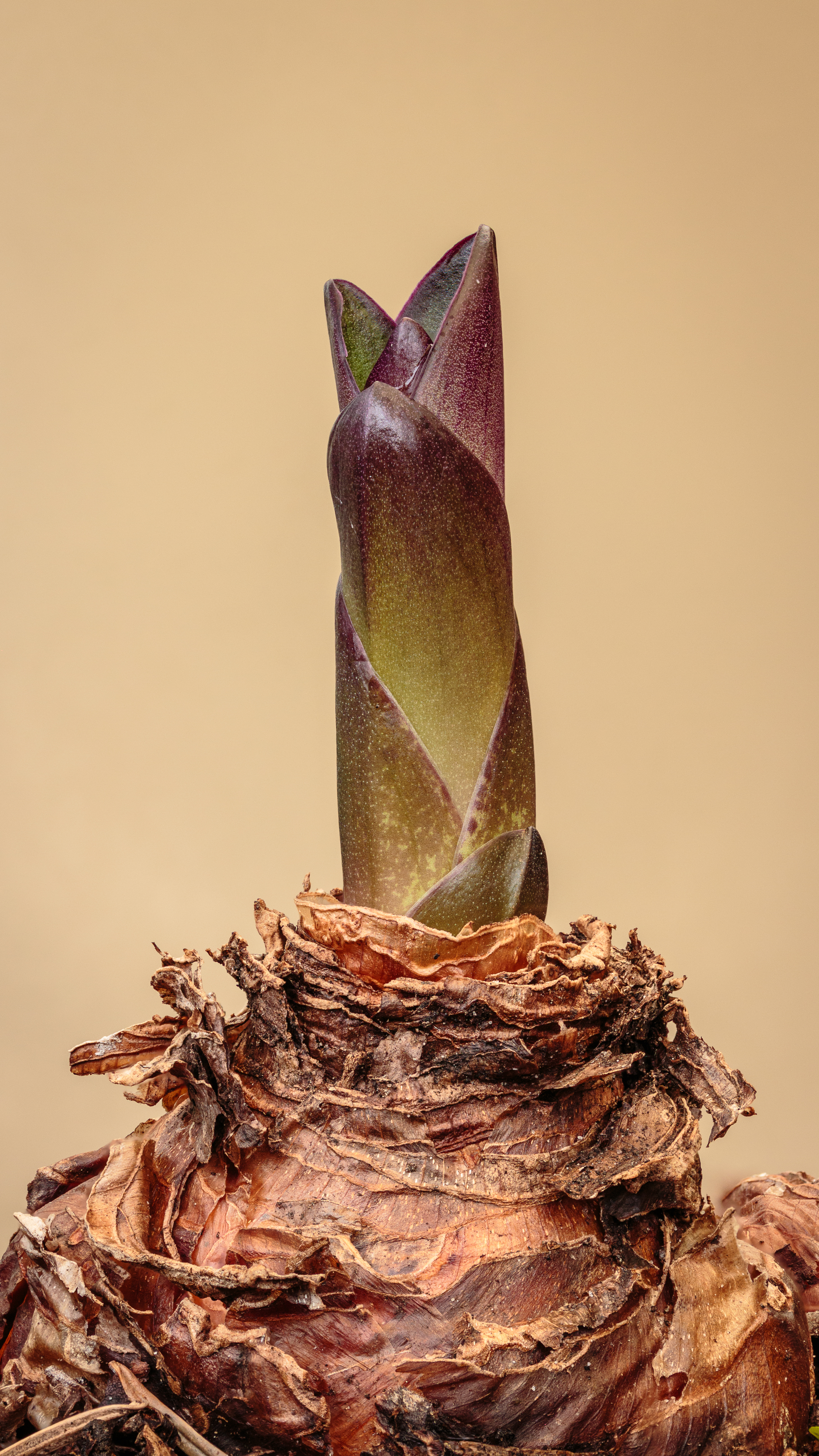
Eucomis montana sortant de terre.
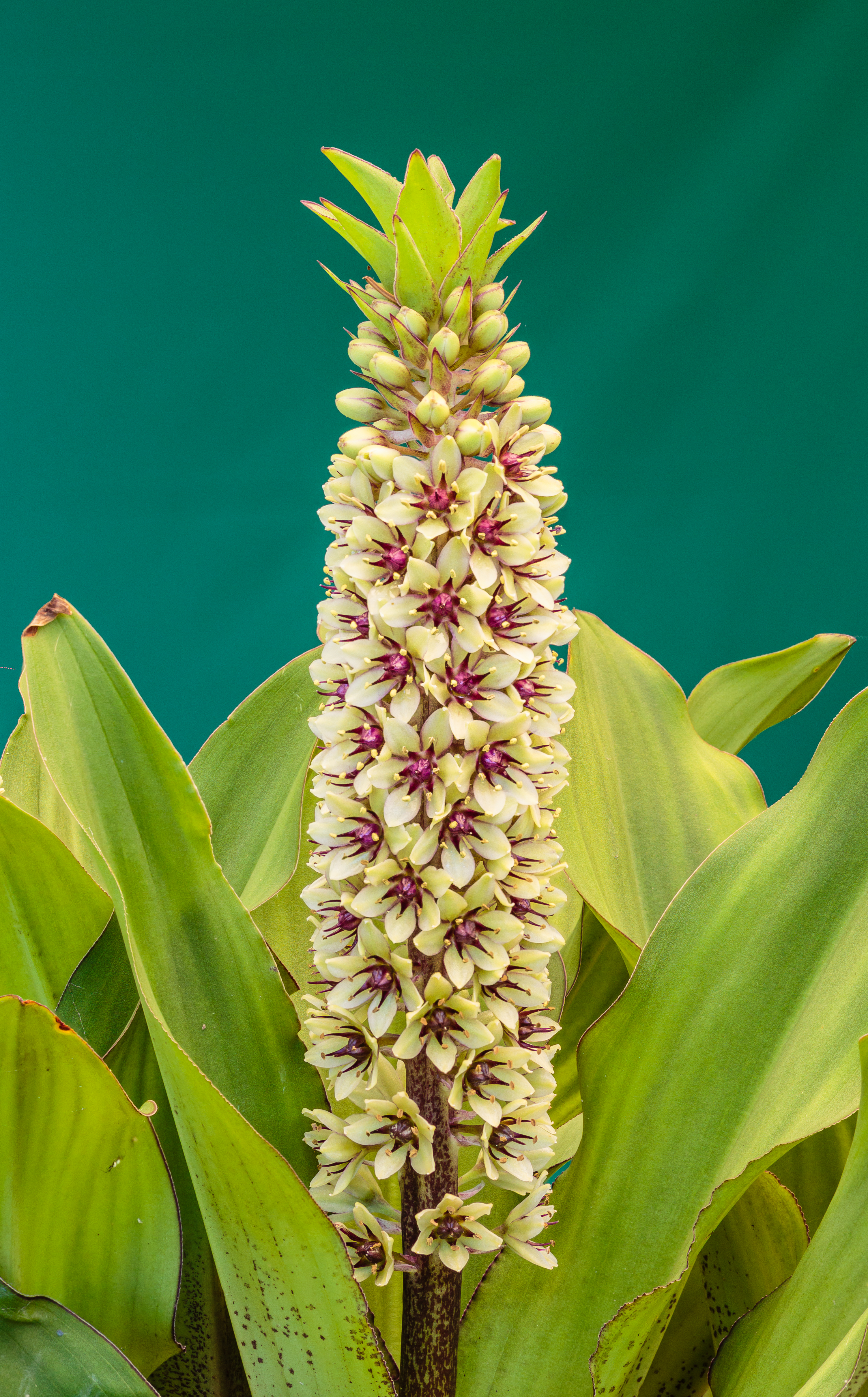
Eucomis montana sorti de terre.
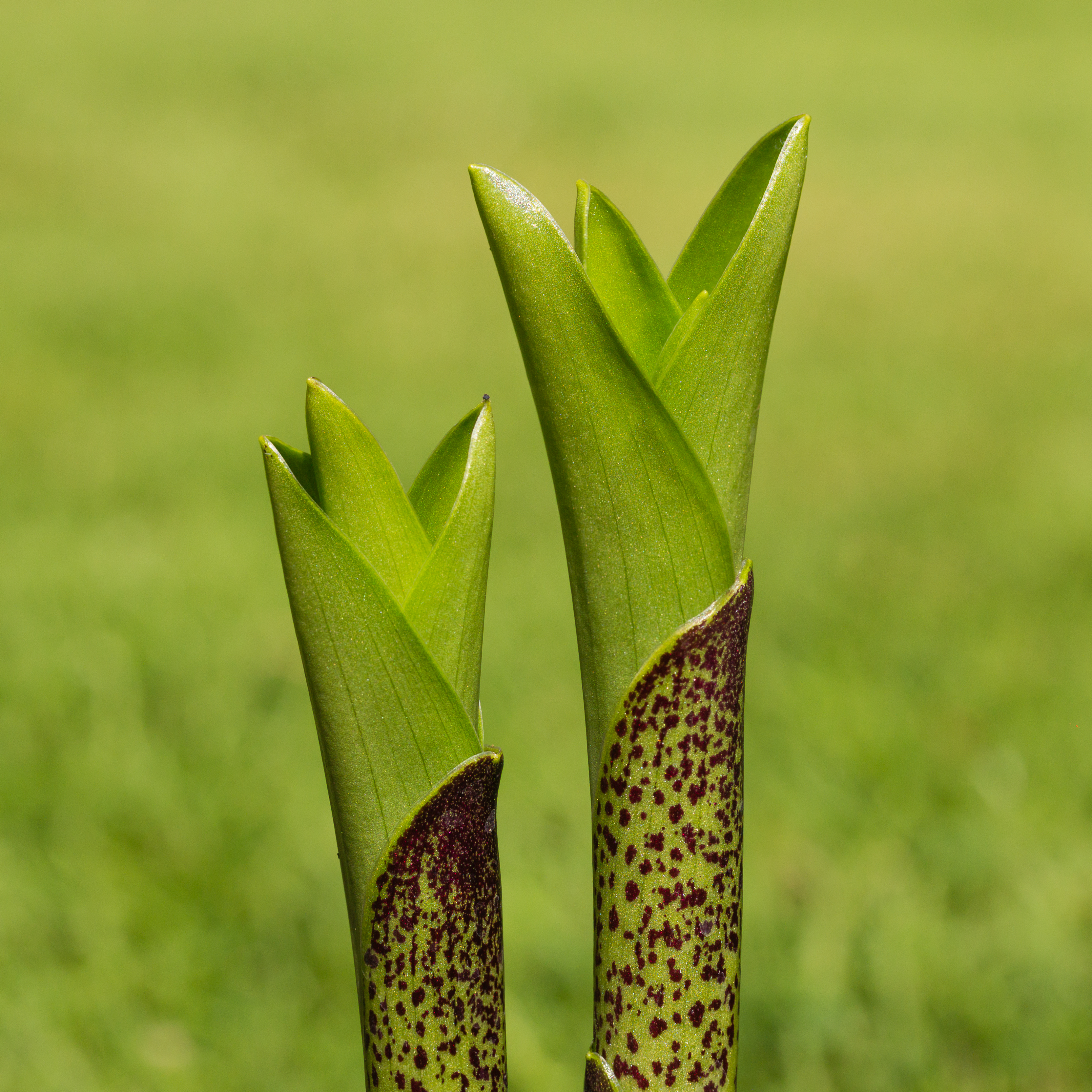
Eucomis : de nouvelles feuilles se développent à partir de la tige tachetée. Leur diamètre est d'environ 15 mm. .
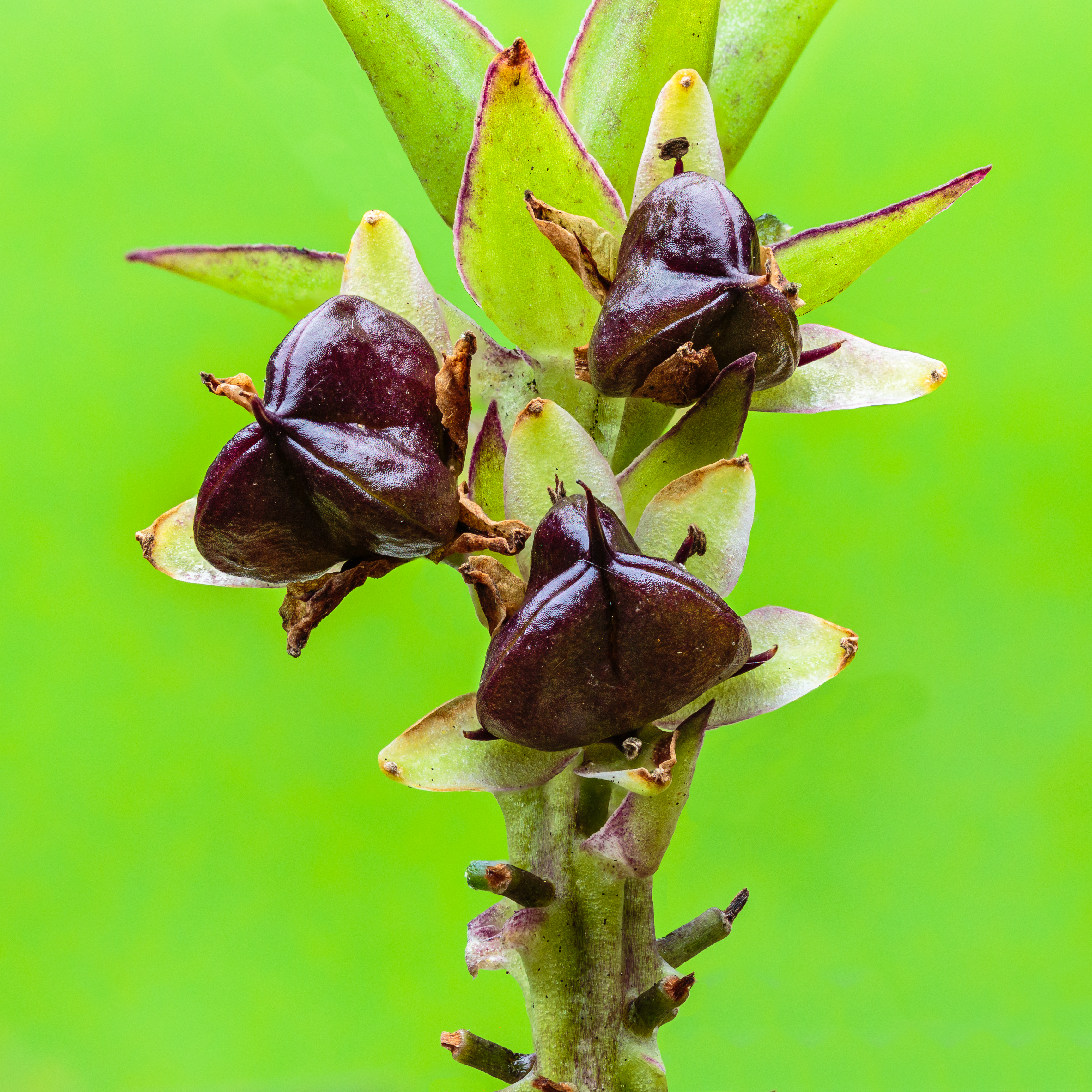
Capsules triloculaires de l'infrutescence d'un Eucomis.